# Orlando: A Biography
Orlando: Uma Biografia é um romance histórico de Virginia Woolf publicado em 11 de outubro de 1928.. O romance semi-biográfico é baseado em parte na vida da amante de Woolf, Vita Sackville-West, e geralmente é considerado um dos romances mais acessíveis de Woolf. A novela tem sido influente estilisticamente, e é considerada importante na literatura em geral, particularmente na história da escrita das mulheres e estudos de gênero. A adaptação para o cinema foi lançada em 1992, estrelada por Tilda Swinton como Orlando e Quentin Crisp como Rainha Elizabeth I. O livro não é narrado em fluxo de consciência, mas sim em uma versão satírica dos métodos convencionais dos historiadores.
Orlando é um jovem inglês que nasce na Inglaterra da Idade Moderna e, durante uma estada na Turquia, simplesmente acorda mulher. A personagem é dotada de imortalidade e o livro acompanha Orlando por seus 350 anos de vida. Bem-humorado, é um dos grandes exemplares do modernismo inglês e um dos ápices da arte literária de Virginia Woolf. 
Há um lado quixotesco em Orlando, que trabalha as ambiguidades da identidade feminina e masculina e suas relações com a condição humana. A transformação da personagem em mulher é vista como um acontecimento cotidiano, bem como seus amores. Como na maioria dos romances de Virginia Woolf, o tempo, enquanto variante literária e estilística, é um dos temas do romance. Trata-se de uma preocupação em relacionar o tempo da história (350 anos de história britânica e de vida de um personagem) e o tempo da narrativa.

## Temas
O autor Avrom Fleishman aponta que o tema central de Orlando é o da continuidade do indivíduo e de suas tradições ao longo do tempo, resistindo à força destrutiva do tempo: através dos séculos, a personalidade e os valores de Orlando permanecem, independentemente das mudanças sociais. Dessa forma, o romance (que é inspirado na história de Vita Sackville-West, com quem Virginia manteve uma relação entre 1925 e 1935) tenta desafiar o racionalismo do realismo literário, construindo uma narrativa de possibilidade fluídas e de realidades inconstantes.

## Adaptação para o teatro
A obra de Woolf encenada pela diretora Bia Lessa, foi apresentada na temporada inaugural do Teatro I do Centro Cultural Banco do Brasil no Rio de Janeiro em 1989, o elenco contou a participação dos atores Fernanda Torres, Julia Lemmertz, Cláudia Abreu, Marcos Oliveira, Dany Roland e Otávio Muller
Em 2004 Betty Gofman, Natália Lage, Vanessa Gerbelli, Rodrigo Penna e Dany Roland estrearam uma nova montagem do espetáculo Orlando, no Teatro Dulcina, no Rio. O espetáculo fez parte do projeto Inventário do Tempo, também com a diretora Bia Lessa.
No Ceará, o Grupo Expressões Humanas, sob a direção de Herê Aquino, estreou em 2013 montagem de Orlando no contexto do Programa de Residências e Intercâmbios da Secretaria de Cultura da Prefeitura de Fortaleza. No elenco, Murillo Ramos, Marina Brito e Juliana Veras. O espetáculo permanece em cartaz.

### Livros
- Fleishman, Avrom (1971). «Experiment and Renewal». The English historical novel; Walter Scott to Virginia Woolf. Baltimore: Johns Hopkins Press. pp. 208–258

- Groot, Jerome de (2010). The Historical Novel. New York: Routledge. 200 páginas